# Tara Daerden
Tara Daerden (28 december 1989) is een Belgisch volleybalster.

## Levensloop
Daerden begon op twaalfjarige leeftijd met volleyballen bij DV Hasselt. Later was ze onder een dubbele licentie actief bij Datovoc Tongeren en Bevo Geetbets.  Bij Datovoc speelde ze in deze periode in de provinciale reeksen en bij Geetbets in tweede divisie. Vervolgens was Daerden uitsluitend actief bij laatst genoemde club, waarmee ze in 2005-'06 de promotie afdwong naar eerste divisie. Hierop aansluitend keerde ze terug naar Datovoc. Met de Tongerse club werd ze tweemaal landskampioen (2006 en 2007) en won ze in 2007-'08 de Supercup . 
In 2014 sloot ze aan bij Amigos Sint-Antonius Zoersel en in 2016 maakte ze de overstap naar Mavo Dilsen-Stokkem. Met deze club won ze tweemaal de Beker van Limburg (2017 & 2018). Voor seizoen 2018-'19 verkaste ze naar het Zweedse Gislaveds VBK. Vervolgens ging ze aan de slag bij het Spaanse IBSA CV Centro Comercial y de Ocio 7 Palmas, dat ze halfweg het seizoen inruilde voor CV Madrid. In 2020 keerde ze terug naar de Zweedse topclub. Na een ernstige blessure aan haar achillespees leek haar spelerscarrière ten einde, maar in 2023 hervatte ze als speelster bij KVC Genk.
Daarnaast maakte ze deel uit van het Belgisch volleybalteam, de Yellow Tigers. In haar jeugd was ze tevens een tijdlang actief bij de beloftenselecties.
Van opleiding is ze industrieel ingenieur in de biochemie, ook behaalde ze een master biomedische wetenschappen aan de UHasselt.